# Współczynnik równomierności
Współczynnik równomierności (retention uniformity) – współczynnik charakteryzujący równomierność rozmieszczenia plamek w chromatografii planarnej i jedna z tzw. funkcji CRF. Jest obliczany według następującego wzoru:
{\displaystyle R_{U}=1-{\sqrt {{\frac {6(n+1)}{n(2n+1)}}\sum _{i=1}^{n}{\left(R_{Fi}-{\frac {i}{n+1}}\right)^{2}}}}}
gdzie n oznacza liczbę rozdzielanych związków, a Rf (1...n) to wartości Rf posortowane w porządku niemalejącym.

## Założenia
Współczynnik równomierności został zaprojektowany w taki sposób, aby zawierał się zawsze w granicach <0,1>. Wartość 0 oznacza najgorszą możliwą sytuację (wszystkie plamki na starcie lub na mecie). Wartość 1 oznacza idealną równomierność plamek, np. wartości Rf (0.25,0.5,0.75) dla 3 związków, czy (0.2,0.4,0.6,0.8) dla 4 związków.
W odróżnieniu od podobnego mu współczynnika dystansu RD, współczynnik równomierności nie jest wrażliwy na wartości Rf równe 0 (start) lub 1 (meta), bądź też na kilka wartości równych sobie (brak rozdziału). Na przykład dla wartości (0,0.2,0.2,0.3) (dwa związki nierozdzielone na 0.2 i jeden na starcie) współczynnik dystansu jest równy 0, a współczynnik równomierności wynosi 0.3609. 

## Obliczanie
Ze względu na metodologię obliczeń, ciężko jest liczyć RU w arkuszach kalkulacyjnych. W programistycznych środowiskach obliczeniowych jest to znacznie łatwiejsze.
Funkcja dla R (język programowania)/S-PLUS:
```
ru <- function (x) 
{
        x <- sort(x)
        n <- length(x)
        i <- (1:n)/(n+1)
        s <- sum((x-i)^2)
        ru <- 1-sqrt( (6*(n+1)) / (n*(2*n+1)) * s );
        return(ru);

}

```

Funkcja dla GNU Octave/Matlaba:
```
function res = ru(x)
	x = sort(x);
	n = length(x);
	i = (1:n)./(n+1);
        s = sum((x-i).^2);
        res = 1-sqrt((6.*(n+1))./(n.*(2.*n+1)).*s);
endfunction

```

Funkcja dla Scilaba:
```
function res = ru(x)
	x = gsort(x,"g","i");
	n = length(x);
	i = (1:n)./(n+1);
        s = sum((x-i).^2);
        res = 1-sqrt((6.*(n+1))./(n.*(2.*n+1)).*s);
endfunction

```

## Literatura
- Komsta Ł., Markowski W., Misztal G., A proposal for new RF equal-spread criteria with stable distribution parameters as a random variable. J. Planar Chromatogr. 2007 (20) 27-37.